# 포인트모바일
포인트모바일(영어: Point Mobile)은 서울특별시 금천구 디지털로 178 (가산동, 가산퍼블릭) A동 26층에 본사를 둔 산업용 모바일 기기 제조 기업이다.

## 논란
2021년 재무제표에 대한 감사의견 '한정'을 받고 상장폐지사유가 발생해 거래가 정지된 적이 있다 거래정지 상태가 1년 지속중에 전 사내이사 이 모씨가 강삼권 포인트모바일 대표를  1억8000만원의 업무상 배임과 8억4000만원의 횡령을 저질렀다는 이유로 고발하였다.

## 주해
1. ↑  하나금융투자를 주관사로 공모가 15,000원에 코스닥 시장에 상장